# Джумла (район)
Джумла (непальск. जुम्ला जिल्ला) — один из 75 районов Непала. Входит в состав зоны Карнали, которая, в свою очередь, входит в состав Среднезападного региона страны.
На западе граничит с районом Каликот, на севере — с районом Мугу, на востоке — с районом Долпа и на юге — с районом Джаяркот зоны Бхери. Площадь района — 2531 км². Административный центр — город Джумла.
Население по данным переписи 2011 года составляет 108 921 человек, из них 54 898 мужчин и 54 023 женщины. По данным переписи 2001 года население насчитывало 89 427 человек.